# Para kinematyczna
Para kinematyczna to połączenie ruchowe dwóch członów mechanizmu. Para kinematyczna odbiera część stopni swobody członom przez nią związanym.
Pary kinematyczne dzieli się na klasy w zależności od ilości więzów (dobranych stopni swobody) oraz w zależności od tego jakie rodzaju ruchu są przez parę dopuszczane lub ograniczane.
| Klasa | Liczba więzów | Liczba stopni swobody | I postać      | I postać   | I postać    | II postać     | II postać  | II postać   | III postać    | III postać | III postać  |
| ----- | ------------- | --------------------- | ------------- | ---------- | ----------- | ------------- | ---------- | ----------- | ------------- | ---------- | ----------- |
| p1    | 1             | 5                     | liczba ruchów | obrotowych | postępowych |               |            |             |               |            |             |
| p1    | 1             | 5                     | dopuszczalna  | 3          | 2           |               |            |             |               |            |             |
| p1    | 1             | 5                     | ograniczona   | 0          | 1           |               |            |             |               |            |             |
| p2    | 2             | 4                     | liczba ruchów | obrotowych | postępowych | liczba ruchów | obrotowych | postępowych |               |            |             |
| p2    | 2             | 4                     | dopuszczalna  | 3          | 1           | dopuszczalna  | 2          | 2           |               |            |             |
| p2    | 2             | 4                     | ograniczona   | 0          | 2           | ograniczona   | 1          | 1           |               |            |             |
| p3    | 3             | 3                     | liczba ruchów | obrotowych | postępowych | liczba ruchów | obrotowych | postępowych | liczba ruchów | obrotowych | postępowych |
| p3    | 3             | 3                     | dopuszczalna  | 3          | 0           | dopuszczalna  | 2          | 1           | dopuszczalna  | 1          | 2           |
| p3    | 3             | 3                     | ograniczona   | 0          | 3           | ograniczona   | 1          | 2           | ograniczona   | 2          | 1           |
| p4    | 4             | 2                     | liczba ruchów | obrotowych | postępowych | liczba ruchów | obrotowych | postępowych |               |            |             |
| p4    | 4             | 2                     | dopuszczalna  | 2          | 0           | dopuszczalna  | 1          | 1           |               |            |             |
| p4    | 4             | 2                     | ograniczona   | 1          | 3           | ograniczona   | 2          | 2           |               |            |             |
| p5    | 5             | 1                     | liczba ruchów | obrotowych | postępowych | liczba ruchów | obrotowych | postępowych | liczba ruchów | obrotowych | postępowych |
| p5    | 5             | 1                     | dopuszczalna  | 1          | 0           | dopuszczalna  | 0          | 1           | dopuszczalna  | 1          | 1           |
| p5    | 5             | 1                     | ograniczona   | 2          | 3           | ograniczona   | 3          | 2           | ograniczona   | 2          | 2           |